# Sven Vermant
Sven Vermant (4 de abril de 1973) es un exfutbolista belga, se retiró en mayo de 2011 y actualmente ejerce de  entrenador del Waasland-Beveren. Se desempeñaba como centrocampista.

## Clubes
| Club          | País     | Año         |
| ------------- | -------- | ----------- |
| RKV Malinas   | Bélgica  | 1989 - 1993 |
| Club Brujas   | Bélgica  | 1993 - 2001 |
| FC Schalke 04 | Alemania | 2001 - 2005 |
| Club Brujas   | Bélgica  | 2005 - 2008 |
| Royal Knokke  | Bélgica  | 2008 - 2011 |

- Datos: Q1339079
- Multimedia: Sven Vermant / Q1339079